# Tremp
Tremp est une commune de la comarque du Pallars Jussà dans la province de Lérida en Catalogne (Espagne).

## Personnalités
- Josep Manyanet i Vives (1833 -1901), prêtre fondateur des fils de la Sainte-Famille et des filles missionnaires de la Sainte Famille de Nazareth, canonisé par Jean-Paul II le 16 mai 2004, est né à Tremp;.
- Manuel Farràs i Baró (1899-1974), sportif et homme politique, est née à Tremp[1];
- Maria Barbal i Farré (1949-), écrivaine de langue catalane, est née à Tremp.